# Ramon Monfà Escolà
Ramon Monfà Escolà (La Sentiu de Sió, 25 de setembre de 1930) és un director, guionista i productor de cinema català, resident a Mollerussa i especialitzat en curtmetratges argumentals, tot i que també realitzà un llargmetratge titulat Cara quemada (1980), estrenat a Mollerussa el 4 de febrer de 1981. La seva obra registrada s'estén des de 1962 fins a la primera dècada del segle xxi, tenint en compte tant la seva producció amateur com professional.

## Biografia

### Primera etapa amateur
Dedicat professionalment a l'ebenisteria i la talla de fusta, Monfà va embrancar-se en la realització cinematogràfica durant una estada a Barcelona, on realitzà el servei militar. Allà adquirí la seva primera càmera, una Paillard de torreta, i diversos rotlles de pel·lícula Perutz de 8mm en color i blanc-i-negre, amb els quals realitzà els seus primers films d'afeccionat, tot duent a terme una tasca autodidacta tot servint-se de llibres i manuals, adquirits també a Barcelona.
La seva primera producció va ser un curtmetratge sobre la Fira de Sant Josep de 1962, una pel·lícula d'intenció clarament amateur i testimonial, només projectada a Mollerussa. Això no obstant, aquest curtmetratge va ser el punt de partida d'una carrera altament productiva, car Monfà estrenà deu produccions en una dècada.
L'any següent estrenà el seu segon curtmetratge, titulat Reacción Humana. L'obra, una cinta silent de 20 minuts amb argument que fou mereixedor de la medalla de plata del Certamen Nacional del Cantábrico i d'elogis de crítics de l'època:
| «                      | Monfà mostra una solidesa que crida poderosament l'atenció […] la gran qualitat de la realització supera la història […] | » |
| — Francisco Pérez-Dolz | |   |

L'any 1964, Monfà va estrenar dos curtmetratges, un documental silent de 24 minuts titulat Abuelos en carretera i un documental de 9 minuts titulat Pasó un gran circo, que recorda el pas d'un circ per Mollerussa, premiada amb la medalla de plata del XXVII Certamen Nacional i la medalla de plata de la V Competición Nacional de Estímulo. L'obra va destacar especialment pel seu muntatge, premiat al III Certamen Ciudad de Valls.
| «                      | La pel·lícula feu que penetrés als arcans de la bellesa documental. Film que em va impressionar vivament per la seva estranya perfecció, fill d'un muntatge creatiu propi del cinema documental de primera qualitat. | » |
| — Francisco Pérez-Dolz | |   |

El darrer curtmetratge amateur de Monfà fou estrenat el 1965. En aquesta ocasió es tractà d'un curtmetratge silent de 14 minuts, amb argument, titulat El pobre romántico. El film fou llargament aplaudit i fou guardonat amb la medalla de plata i el premi a la millor interpretació masculina per l'actor protagonista al XXVIII Certamen Nacional. A més, el curtmetratge fou seleccionat per representar Espanya al XXVII concurs internacional de cinema de Dubrovnik, un fet que, sumat als reconeixements que Monfà havia anat aplegant, l'animà a realitzar el salt cap al món del cinema professional.

### Professionalització
Per tal de dur a terme la seva activitat de manera professional, l'any 1967, Monfà va registrar la productora Monfà Films. La seva professionalització va suposar també un canvi de format, ja que va passar a realitzar obra fílmica en 35mm, servint-se d'una càmera Arriflex i pel·lícula Kodak en blanc-i-negre. Això no obstant, per bé que Monfà va professionalitzar-se, mai va dedicar-se exclusivament al cinema, sinó que mai va abandonar la seva principal ocupació, l'ebenisteria, i malgrat constar al circuit professional, continuava treballant com un amateur, treballant fora de la jornada laboral i implicant amistats i la població local a cadascuna de les seves produccions.
Aquell mateix any va estrenar el seu primer curtmetratge professional, El Infeliz, un argument silent de 20 minuts modest, però que fou seleccionat perJoan Francesc de Lasa per presentar-lo a la V setmana del Nuevo Cine Español e Hispanoamericano, celebrada a Molins de Rei. L'obra destaca per l'ús expressiu de l'enquadrament i el muntatge, on sembla escollir una opció que beu tímidament de la teoria del muntatge dialèctic. A més, també cal destacar dues escenes de deliri que entronquen amb l'estètica surrealista.
| «         | El seu estil no es defineix nítidament, i al costat d'idees originals s'observen reminiscències i formes d'altres realitzadors ja consagrats […] domina bé la tècnica, compon bé els plans i hi ha una intencionalitat clara a les imatges. | » |
| — Florian | |   |

L'any 1969, Monfà va concebre i produir el seu segon curtmetratge professional, La Horda, de 10 minuts de durada. Aquesta pel·lícula, molt aplaudida per la crítica, fou seleccionada per a representar Espanya al XII Festival de Cine Internacional, celebrat a Bilbao, per bé que s'observen indicis clars d'autocensura per part del director. El curtmetratge se serveix d'un conflicte entre un clan gitano i uns joves per treballar de manera obsessiva diversos elements aïllats, com són la llum, el so i l'ús de la càmera en mà en la majoria de seqüències, els quals es combinen amb un ús emfàtic dels enquadraments i el muntatge sincopat.
Dos anys després va arribar l'estrena de Solo, un curtmetratge, també amb argument, silent i de 12 minuts de durada. El film aprofundeix en els recursos emprats a La Horda, per bé que està més treballat i presenta una major càrrega poètica que el seu precedent. En aquesta ocasió, el curtmetratge fou seleccionat per representar Espanya a la IV Semana Internacional de Cine Fantástico y de Terror de Sitges, i també va representar Catalunya a les IV Jornadas de Cine Independiente d'Ourense.
Paral·lelament a l'estrena de Solo, l'any 1970 Monfà va procedir a la producció d'Hastío, un curtmetratge que mai va estrenar perquè no va superar l'examen de la censura. Així doncs, la següent estrena tingué lloc l'any 1972 amb un curtmetratge d'argument silent de 14 minuts titulat Aversión, una producció especialment lenta, focalitzada en els detalls i en el treball obsessiu de diversos elements, tant estètics com tècnics. Novament, aquest film fou seleccionat per representar Espanya al V Festival de Cine Fantástico y de Terror de Sitges i per representar Catalunya a les V Jornadas de Cine Independiente d'Ourense. La bona acollida de la pel·lícula en aquests entorns feu que Aversión fos seleccionada per representar Espanya al XIX Festival Internacional de Films d'Oberhausen (Alemanya), essent aquest el primer cop que una producció professional de Monfà era exhibida fora de l'estat espanyol.
Arribat a aquest punt, Monfà va decidir recuperar el projecte d'Hastío, que va estrenar —amb modificacions sobre l'original— l'any 1975, amb el títol El aprendiz de hippy. Aquest film de 13 minuts de durada i amb breus diàlegs, només fou exhibit en alguns cineclubs, i va tenir un ressò més aviat discret, per bé que presenta un guió ben pensat i tendeix a experimentar amb els recursos del muntatge, amb gestos que recorden algunes produccions anteriors.

### Cara Quemada
Després de fundar i presidir el cineclub Flashback 77 de Mollerussa, Monfà va fer un pas més i es va endinsar en el món del llargmetratge, embrancant-se en la producció de Cara Quemada, estrenada després de nombroses vicissituds l'any 1980. Aquest film va suposar el primer revés seriós a la carrera de Monfà i, a ulls de molts, la causa del seu naufragi com a cineasta.
Monfà produí aquesta pel·lícula en coproducció amb Llorca Films, ja que la inversió i els esforços requerits per afrontar un projecte d'aquestes característiques recomanaven un treball cooperatiu. Això no obstant, el pacte entre Monfà Films i Llorca Films es trencà, Monfà perdé el control del material de rodatge i l'obra que s'estrenà distava molt de la projectada pel director. La crítica fou inflexible amb la pel·lícula, considerada mal acabada i muntada amb un ritme ineficient que, a més, semblava no concordar ni amb l'estil ni amb l'estètica pròpia de Monfà, que en aquell moment se sumí en un silenci creatiu que s'allargà vint anys.

### Segona etapa professional
Després d'uns vint anys d'inactivitat cinematogràfica —almenys a nivell d'estrenes—, Monfà va reaparèixer al circuit l'any 2000, presentant una obra més minoritària, sovint documentals localistes de qualitat més aviat discreta, sobretot si es compara amb els seus primers curtmetratges professionals.
L'any 2000 va estrenar tres curtmetratges: Un paradís perdut (21 minuts), 35è concurs nacional de vestits de paper (22 minuts) i Fira de Sant Josep (21 minuts), els quals mostren un canvi radical d'estil i d'actitud del cineasta, molt afectat pel pas al treball en suport digital. La majoria de les seves creacions d'aquesta etapa només s'exhibeixen a Mollerussa, tot i que en algunes ocasions (Un paradís perdut i Aniversari, del 2001) els curtmetratges també s'han projectat al Centre Excursionista de Catalunya i s'han emès per BTV. L'any següent, a més d'Aniversari, també va estrenar un documental de 36 minuts, titulat 36è concurs nacional de vestits de paper, i va produir un documental de 30 minuts, Festa major, que es manté inèdit. L'any 2002 va estrenar un altre documental, de 30 minuts, titulat Mollerussa avui i sempre, i el 2003 n'estrenà dos més, sense cap propòsit de ruptura amb el camí reiniciat, titulats Amistat del s. XXI (33 minuts) i 38è concurs nacional de vestits de paper (36 minuts). Finalment, la seva darrera producció estrenada data del 2004, un curtmetratge amb argument de 18 minuts titulat Jugarem fort, que primerament es va estrenar a BTV i posteriorment a Mollerussa. En aquell mateix any també va estrenar un documental de 9 minuts amb material filmogràfic enregistrat durant els Aiguats de la conca del Segre de 1982 i titulat Riuada a Balaguer, una obra dominada per la poètica de les forces desbocades de la natura.

El 4 d'abril del 2016 va rebre el nomenament de fill adoptiu de Mollerussa.

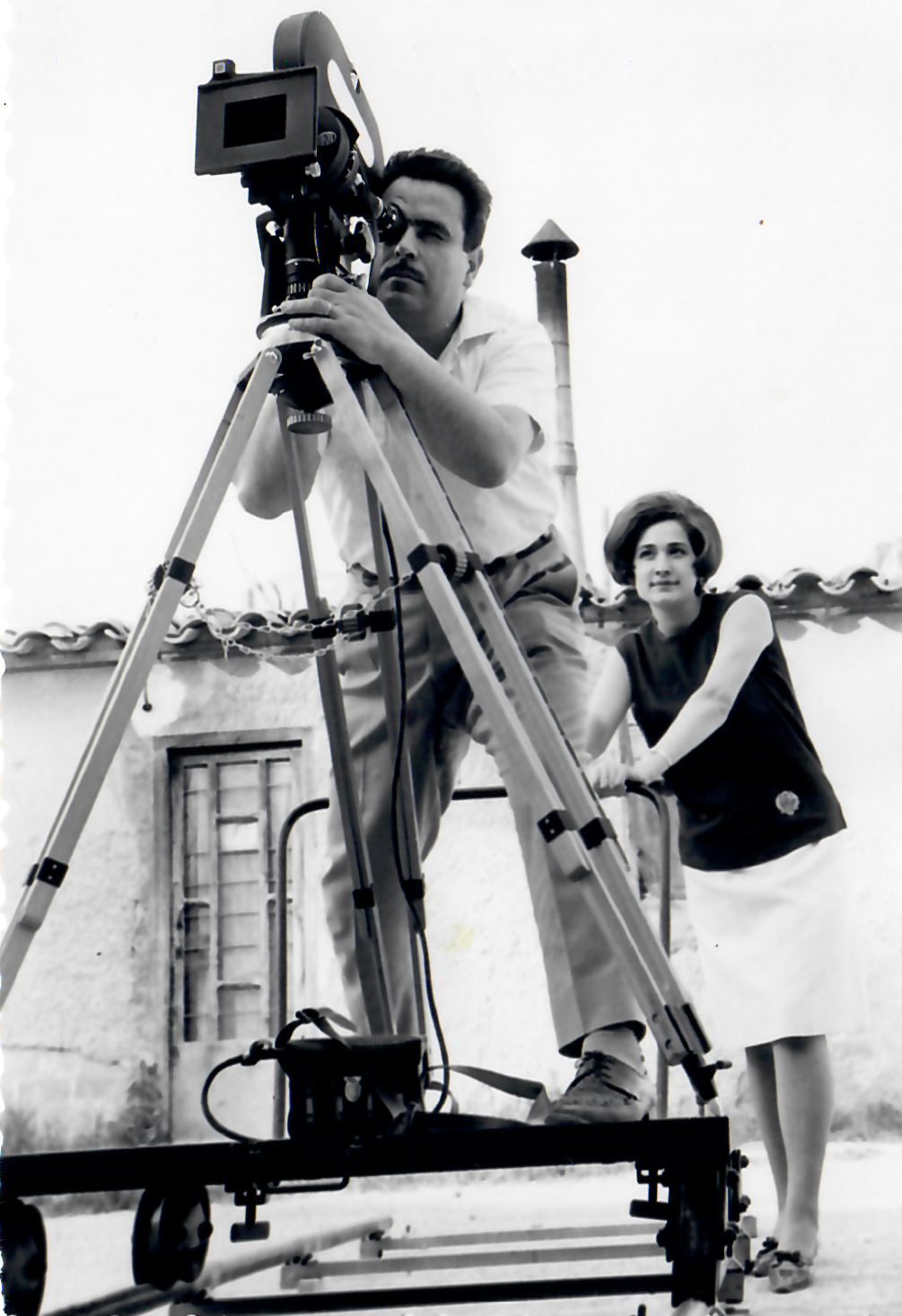
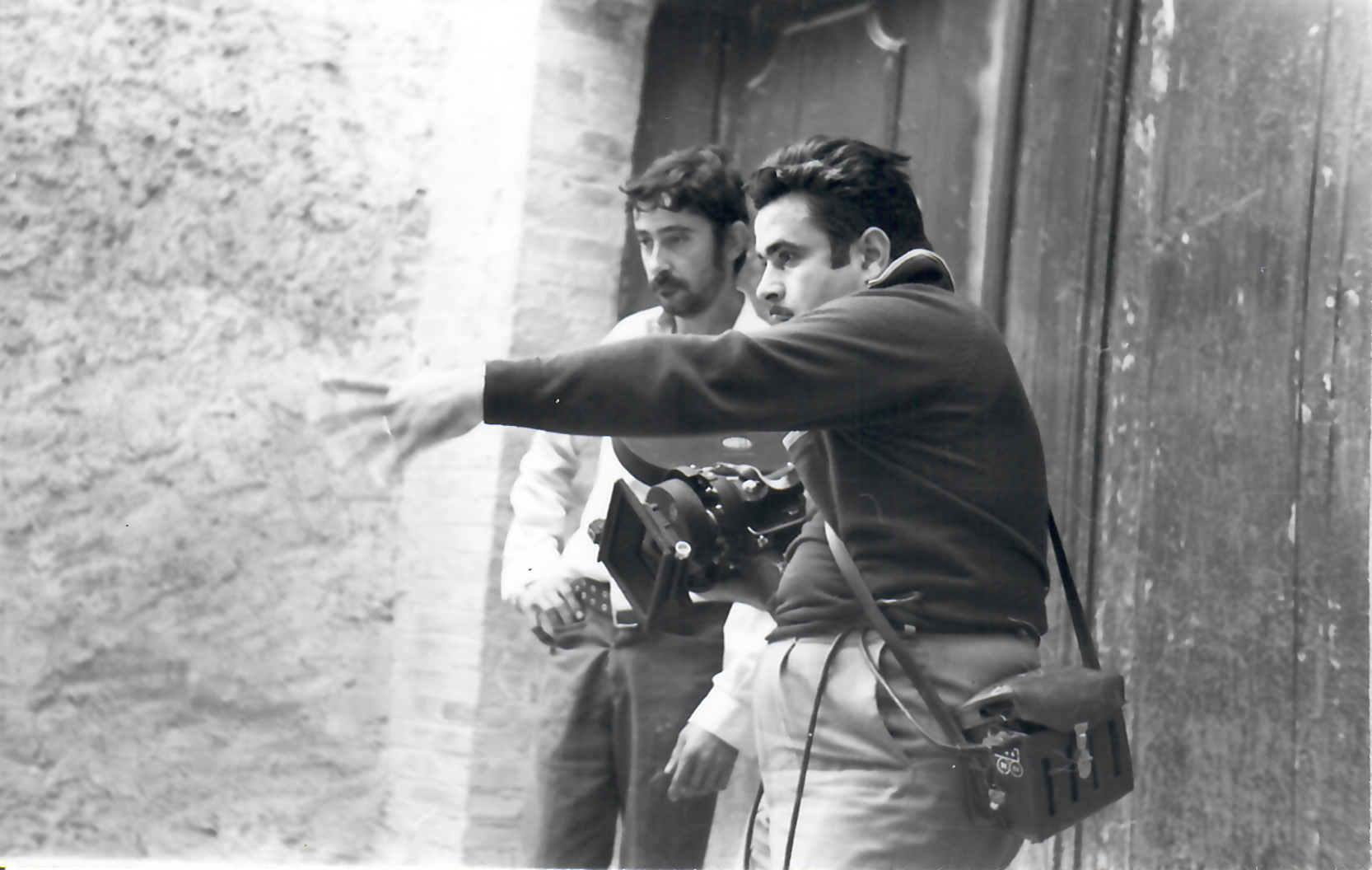
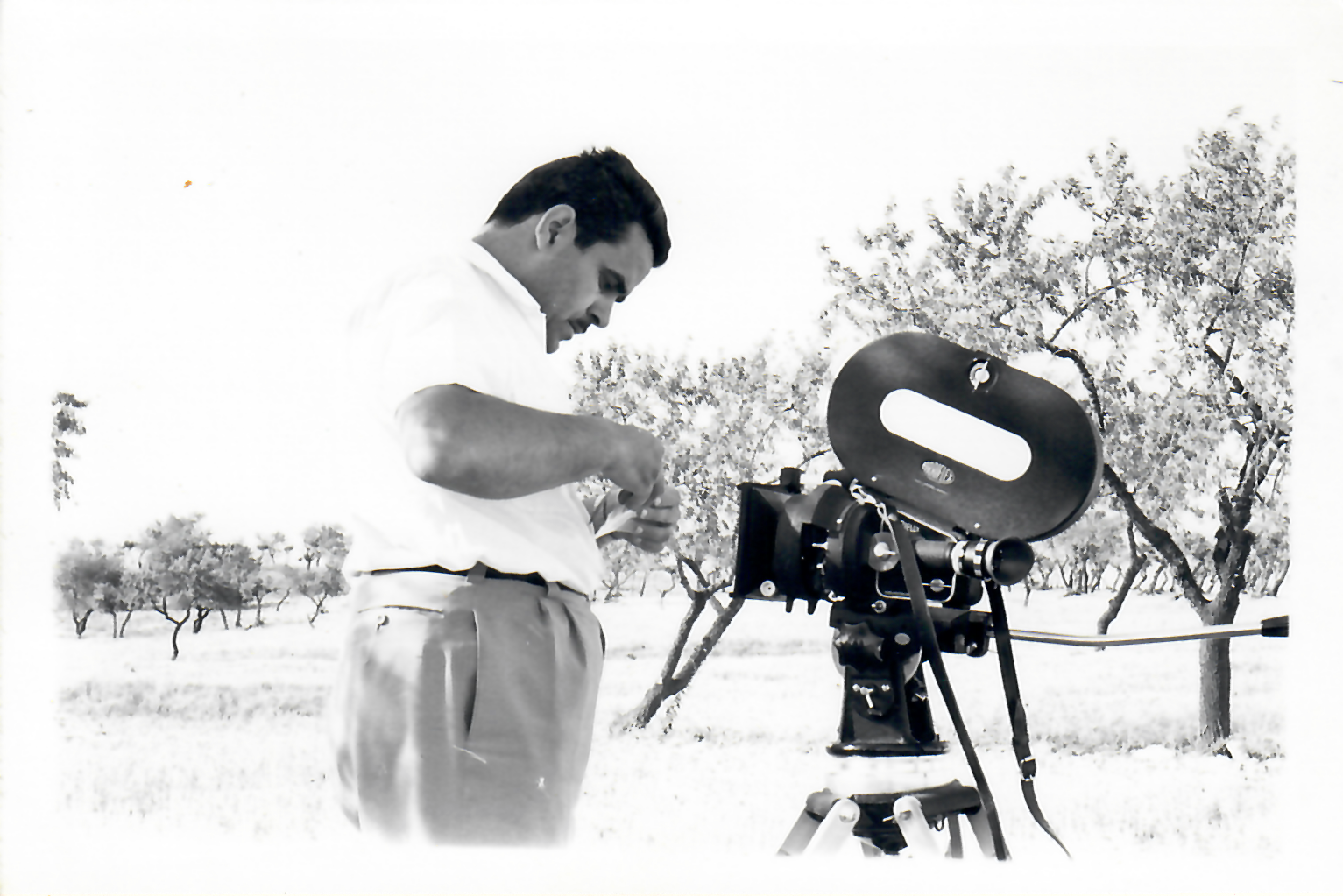
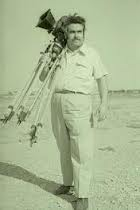

## Filmografia
Font.

### Curtmetratges amateurs
- Fira de Sant Josep (1962)
- Reacción Humana (1963)
- Pasó un gran circo (1964)
- Abuelos en carretera (1964)
- El pobre romántico (1965)

### Curtmetratges professionals
- El infeliz (1967)
- La horda (1969)
- Solo (1971)
- Aversión (1972)
- El aprendiz de hippy (1975)
- Un paradís perdut (2000)

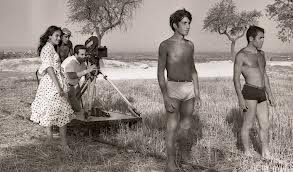
«La horda»

- 35è concurs nacional de vestits de paper (2000)
- Aniversari (2001)
- 36è concurs nacional de vestits de paper (2001)
- Festa major (2001, inèdit)
- Mollerussa avui i sempre (2002)
- Amistat del s. XXI (2003)
- 38è concurs nacional de vestits de paper (2003)
- Jugarem fort (2004)
- Riuada a Balaguer (2004)

### Llargmetratges professionals
- Cara Quemada (1980)